# Aunat (Aude)
Pour les articles homonymes, voir Aunat.
Aunat [onat]  (en occitan Aunat) est une commune française, située dans le département de l’Aude en région Occitanie.
Sur le plan historique et culturel, la commune fait partie du Pays de Sault, un plateau situé entre 990 et 1310 mètres d'altitude fortement boisé. Exposée à un climat de montagne, elle est drainée par l'Aude, le ruisseau de Romanis et par deux autres cours d'eau. La commune possède un patrimoine naturel remarquable : deux sites Natura 2000 (le « pays de Sault » et la « haute Vallée de l'Aude et Bassin de l'Aiguette ») et cinq zones naturelles d'intérêt écologique, faunistique et floristique.
Aunat est une commune rurale qui compte 61 habitants en 2022, après avoir connu un pic de population de 514 habitants en 1836. Ses habitants sont appelés les Aunatois ou  Aunatoises.

## Géographie

### Localisation
La commune est située dans le pays de Sault.

### Communes limitrophes
Les communes limitrophes sont  Bessède-de-Sault, Escouloubre, Fontanès-de-Sault, Joucou et Rodome.
|                   | Joucou      |                  |
| Rodome            | Aunat       | Bessède-de-Sault |
| Fontanès-de-Sault | Escouloubre |                  |

### Géologie et relief
Aunat se situe en zone de sismicité 3 (sismicité modérée).

### Climat
Pour des articles plus généraux, voir Climat de l'Occitanie et Climat de l'Aude.
En 2010, le climat de la commune est de type climat des marges montargnardes, selon une étude s'appuyant sur une série de données couvrant la période 1971-2000. En 2020, Météo-France publie une typologie des climats de la France métropolitaine dans laquelle la commune est exposée à un climat de montagne ou de marges de montagne et est dans la région climatique Pyrénées orientales, caractérisée par une faible pluviométrie, un très bon ensoleillement (2 600 h/an), un air sec, particulièrement en hiver et peu de brouillards.
Pour la période 1971-2000, la température annuelle moyenne est de 9,5 °C, avec une amplitude thermique annuelle de 14,8 °C. Le cumul annuel moyen de précipitations est de 912 mm, avec 10,1 jours de précipitations en janvier et 6,4 jours en juillet. Pour la période 1991-2020, la température moyenne annuelle observée sur la station météorologique la plus proche, située sur la commune de Belcaire à 11 km à vol d'oiseau, est de 9,8 °C et le cumul annuel moyen de précipitations est de 1 032,4 mm,. Pour l'avenir, les paramètres climatiques de la commune estimés pour 2050 selon différents scénarios d'émission de gaz à effet de serre sont consultables sur un site dédié publié par Météo-France en novembre 2022.

### Milieux naturels et biodiversité

#### Réseau Natura 2000

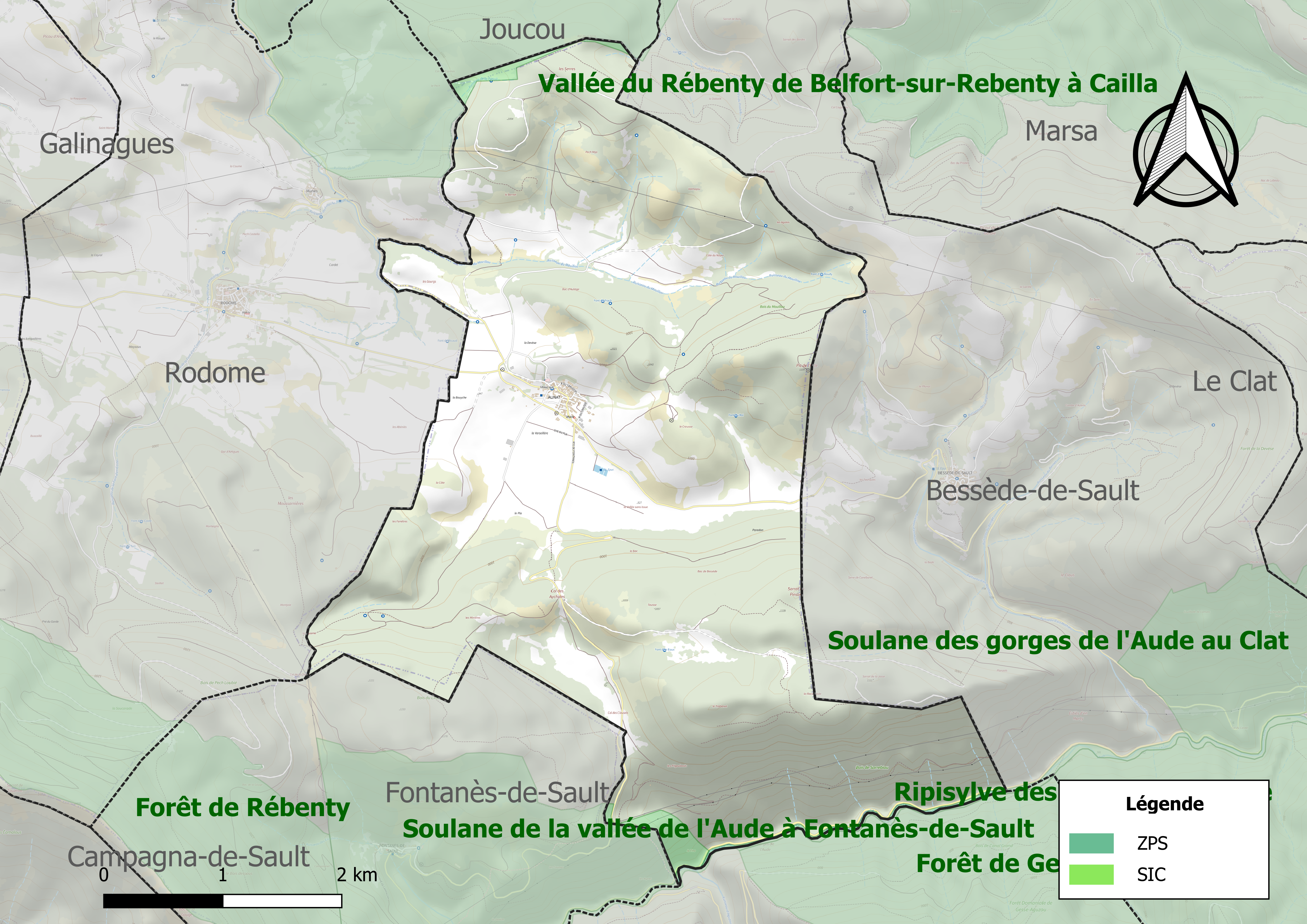
Site Natura 2000 sur le territoire communal.

Le réseau Natura 2000 est un réseau écologique européen de sites naturels d'intérêt écologique élaboré à partir des directives habitats et oiseaux, constitué de zones spéciales de conservation (ZSC) et de zones de protection spéciale (ZPS).
Un site Natura 2000 a été défini sur la commune au titre de la directive habitats :
- la « haute Vallée de l'Aude et Bassin de l'Aiguette », d'une superficie de 17 055 ha, particulièrement intéressant pour ses milieux aquatiques. Il comprend des populations de Desmans des Pyrénées, Barbeau méridional, d'Écrevisse à pattes blanches ainsi que des chabots[11]

et un au titre de la directive oiseaux : 
- le « pays de Sault », d'une superficie de 71 499 ha, présentant une grande diversité d'habitats pour les oiseaux. On y rencontre donc aussi bien les diverses espèces de rapaces rupestres, en particulier les vautours dont les populations sont en augmentation, que les passereaux des milieux ouverts (bruant ortolan, alouette lulu) et des espèces forestières comme le pic noir[12].

#### Zones naturelles d'intérêt écologique, faunistique et floristique
L’inventaire des zones naturelles d'intérêt écologique, faunistique et floristique (ZNIEFF) a pour objectif de réaliser une couverture des zones les plus intéressantes sur le plan écologique, essentiellement dans la perspective d’améliorer la connaissance du patrimoine naturel national et de fournir aux différents décideurs un outil d’aide à la prise en compte de l’environnement dans l’aménagement du territoire.
Deux ZNIEFF de type 1 sont recensées sur la commune :
la « ripisylve des gorges de l'Aude » (88 ha), couvrant 9 communes du département, et 
la « soulane de la vallée de l'Aude à Fontanès-de-Sault » (270 ha), couvrant 3 communes du département
et trois ZNIEFF de type 2, : 
- les « gorges de l'Aude et de l'Aiguette » (5 612 ha), couvrant 10 communes du département[16] ;
- le « petit plateau de Sault » (5 054 ha), couvrant 11 communes du département[17] ;
- la « vallée du Rébenty » (5 661 ha), couvrant 14 communes du département[18].

Carte des ZNIEFF de type 1 et 2 à Aunat.
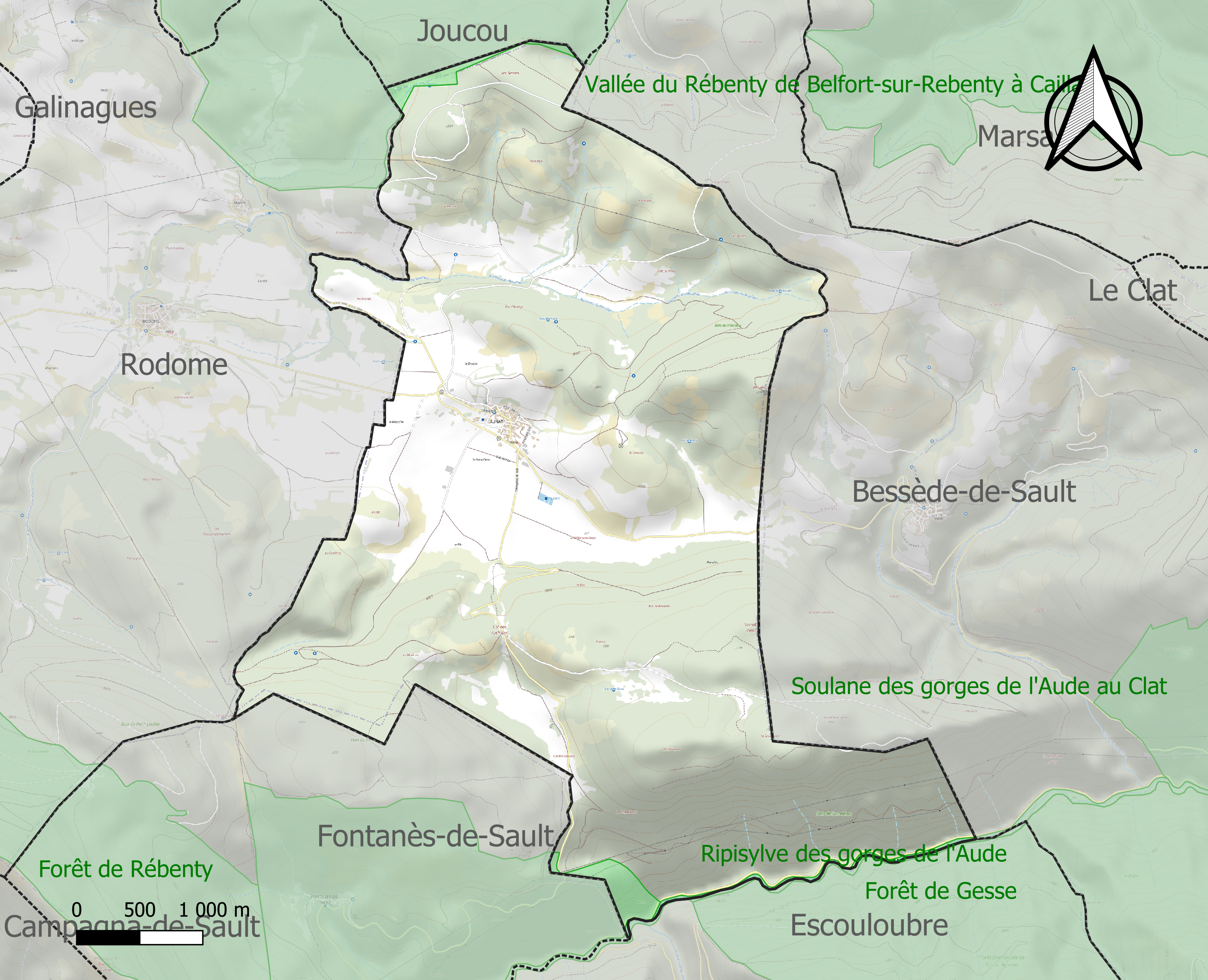
Carte des ZNIEFF de type 1 sur la commune.
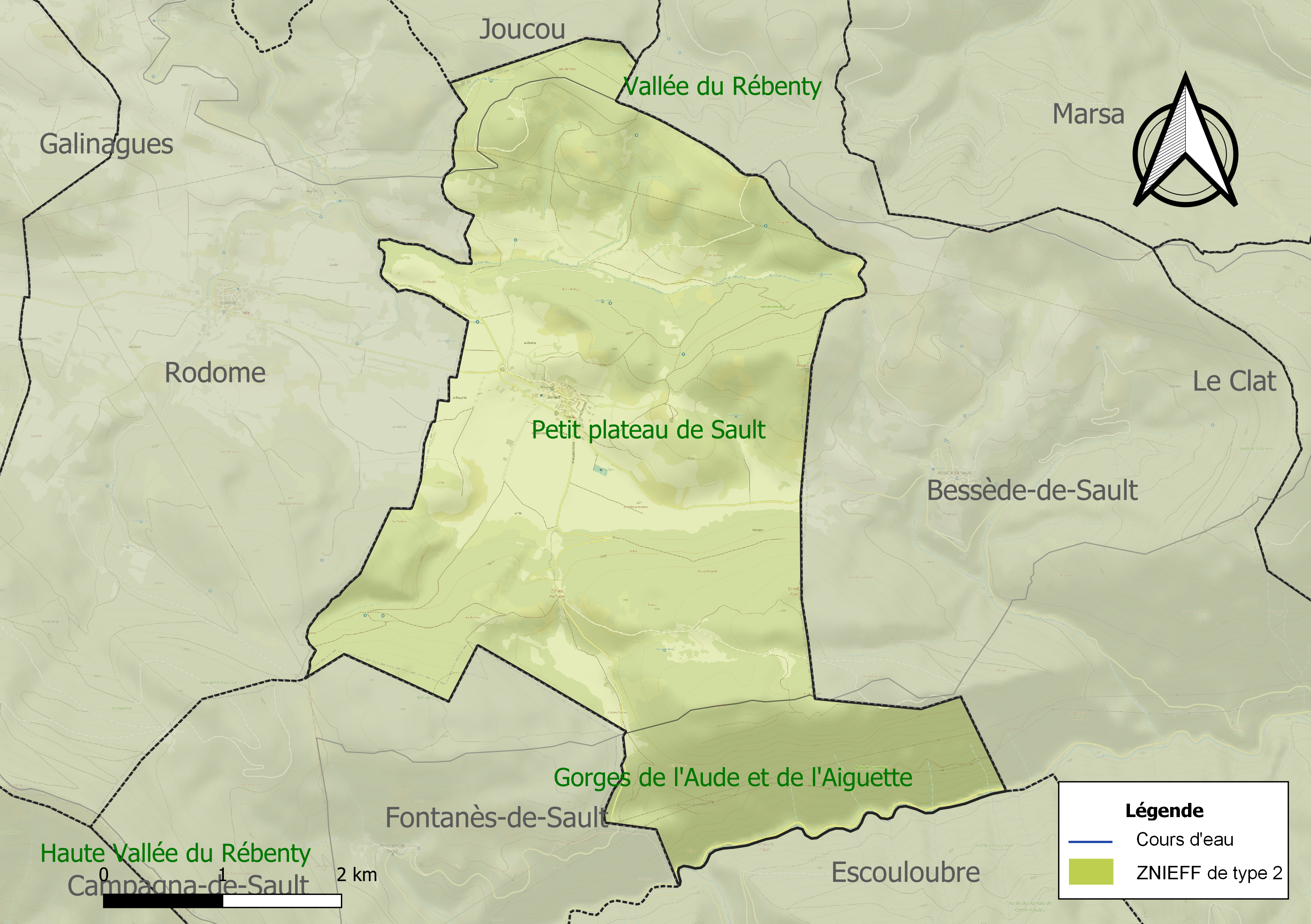
Carte des ZNIEFF de type 2 sur la commune.

## Urbanisme

### Typologie
Au 1er janvier 2024, Aunat est catégorisée commune rurale à habitat dispersé, selon la nouvelle grille communale de densité à 7 niveaux définie par l'Insee en 2022.
Elle est située hors unité urbaine et hors attraction des villes,.

### Occupation des sols
L'occupation des sols de la commune, telle qu'elle ressort de la base de données européenne d’occupation biophysique des sols Corine Land Cover (CLC), est marquée par l'importance des forêts et milieux semi-naturels (69,3 % en 2018), en diminution par rapport à 1990 (81,7 %). La répartition détaillée en 2018 est la suivante : 
forêts (44,2 %), milieux à végétation arbustive et/ou herbacée (25,1 %), zones agricoles hétérogènes (24,2 %), prairies (6,5 %). L'évolution de l’occupation des sols de la commune et de ses infrastructures peut être observée sur les différentes représentations cartographiques du territoire : la carte de Cassini (XVIIIe siècle), la carte d'état-major (1820-1866) et les cartes ou photos aériennes de l'IGN pour la période actuelle (1950 à aujourd'hui).

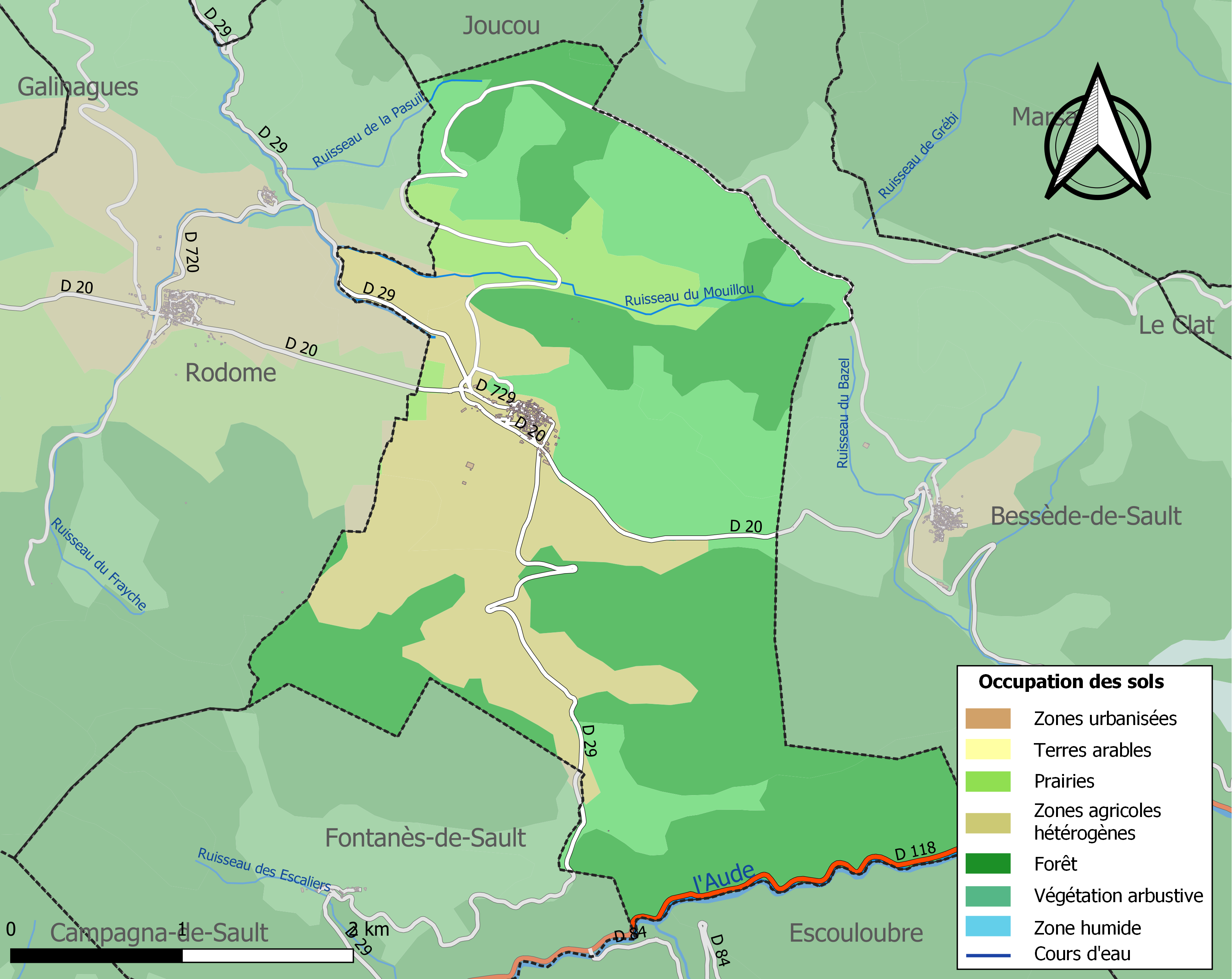
Carte des infrastructures et de l'occupation des sols de la commune en 2018 (CLC).

### Risques majeurs
Le territoire de la commune d'Aunat est vulnérable à différents aléas naturels : météorologiques (tempête, orage, neige, grand froid, canicule ou sécheresse) et séisme (sismicité modérée). Il est également exposé à un risque technologique, la rupture d'un barrage. Un site publié par le BRGM permet d'évaluer simplement et rapidement les risques d'un bien localisé soit par son adresse soit par le numéro de sa parcelle.

#### Risques naturels

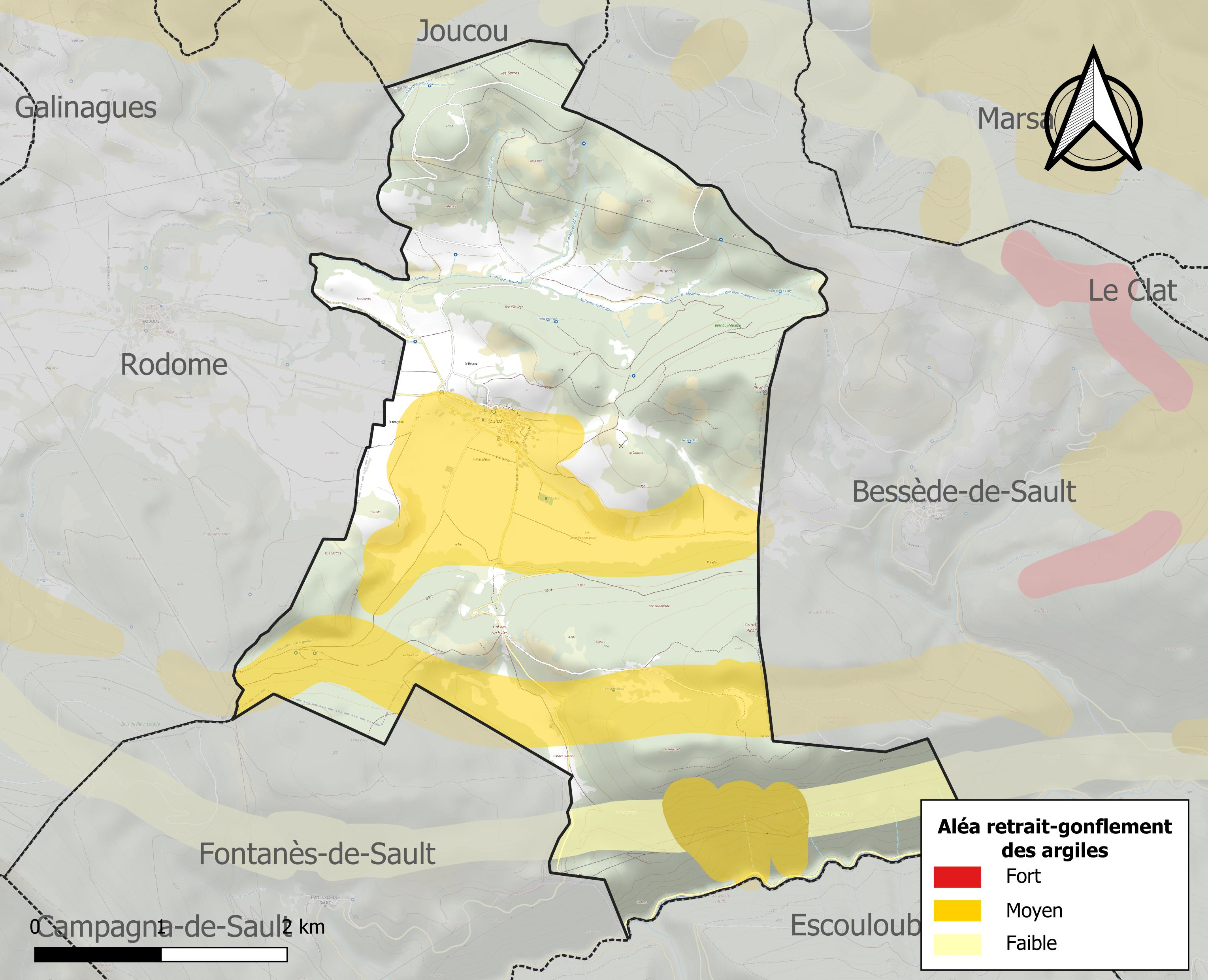
Carte des zones d'aléa retrait-gonflement des sols argileux d'Aunat.

Le retrait-gonflement des sols argileux est susceptible d'engendrer des dommages importants aux bâtiments en cas d’alternance de périodes de sécheresse et de pluie. 29,1 % de la superficie communale est en aléa moyen ou fort (75,2 % au niveau départemental et 48,5 % au niveau national). Sur les 112 bâtiments dénombrés sur la commune en 2019, 105 sont en aléa moyen ou fort, soit 94 %, à comparer aux 94 % au niveau départemental et 54 % au niveau national. Une cartographie de l'exposition du territoire national au retrait gonflement des sols argileux est disponible sur le site du BRGM,.

#### Risques technologiques
La commune est en outre située en aval des barrages de Matemale et de Puyvalador, deux ouvrages de classe A, situés dans le département des Pyrénées-Orientales. À ce titre elle est susceptible d’être touchée par l’onde de submersion consécutive à la rupture d'un de ces ouvrages.

## Toponymie
Le nom de la localité est attesté sous la forme Honacum en 1313.
Il s'agit d'un type toponymique celtique (gaulois), basé sur onno- « frêne », mot identique au celtique insulaire : gallois onn « frêne »; breton onn, oun « frêne »; etc. Il est suivi du suffixe gaulois -acon (celtique commun -āko), généralement localisant et indiquant la propriété mais qui a pu être employé comme collectif pour désigner un ensemble de végétaux appartenant à la même espèce. On l'observe par ailleurs dans Épernay. D'où une forme initiale déduite *Onnācon « lieu planté de frênes », comme dans Onay (Haute-Saône) ; Aunay-en-Bazois (Nièvre, onaco 1130) et Onnex (Suisse).

## Politique et administration

### Découpage territorial
La commune d'Aunat est membre de la communauté de communes des Pyrénées audoises , un établissement public de coopération intercommunale (EPCI) à fiscalité propre créé le 30 mai 2013 dont le siège est à Quillan. Ce dernier est par ailleurs membre d'autres groupements intercommunaux.
Sur le plan administratif, elle est rattachée à l'arrondissement de Limoux, au département de l'Aude, en tant que circonscription administrative de l'État, et à la région Occitanie.
Sur le plan électoral, elle dépend du canton de la Haute-Vallée de l'Aude pour l'élection des conseillers départementaux, depuis le redécoupage cantonal de 2014 entré en vigueur en 2015, et de la troisième circonscription de l'Aude  pour les élections législatives, depuis le redécoupage électoral de 1986.

### Liste des maires
| Période                                  | Période     | Identité            | Étiquette | Qualité         |
| ---------------------------------------- | ----------- | ------------------- | --------- | --------------- |
| Les données manquantes sont à compléter. |             |                     |           |                 |
| mars 2001                                | mar 2008    | Lucien Faure        |           |                 |
| mars 2008                                | mars 2014   | Jean Séguéla        |           |                 |
| mars 2014                                | 2018 décédé | Henri Vaquer        | PS        | retraité M.S.A. |
| 2018                                     | En cours    | Christophe Piquemal |           |                 |

## Démographie
| 1793 | 1800 | 1806 | 1821 | 1831 | 1836 | 1841 | 1846 | 1851 |
| ---- | ---- | ---- | ---- | ---- | ---- | ---- | ---- | ---- |
| 354  | 331  | 435  | 481  | 507  | 514  | 495  | 498  | 494  |

| 1856 | 1861 | 1866 | 1872 | 1876 | 1881 | 1886 | 1891 | 1896 |
| ---- | ---- | ---- | ---- | ---- | ---- | ---- | ---- | ---- |
| 442  | 473  | 474  | 469  | 429  | 428  | 411  | 405  | 439  |

| 1901 | 1906 | 1911 | 1921 | 1926 | 1931 | 1936 | 1946 | 1954 |
| ---- | ---- | ---- | ---- | ---- | ---- | ---- | ---- | ---- |
| 403  | 339  | 313  | 253  | 253  | 218  | 208  | 200  | 172  |

| 1962 | 1968 | 1975 | 1982 | 1990 | 1999 | 2005 | 2006 | 2010 |
| ---- | ---- | ---- | ---- | ---- | ---- | ---- | ---- | ---- |
| 150  | 134  | 119  | 82   | 55   | 52   | 48   | 48   | 39   |

| 2015 | 2020 | 2022 | - | - | - | - | - | - |
| ---- | ---- | ---- | - | - | - | - | - | - |
| 63   | 62   | 61   | - | - | - | - | - | - |

## Économie

### Emploi
| Division       | 2008   | 2013   | 2018   |
| -------------- | ------ | ------ | ------ |
| Commune        | 7,1 %  | 23,3 % | 10,3 % |
| Département    | 10,2 % | 12,8 % | 12,6 % |
| France entière | 8,3 %  | 10 %   | 10 %   |

En 2018, la population âgée de 15 à 64 ans s'élève à 30 personnes, parmi lesquelles on compte 51,7 % d'actifs (41,4 % ayant un emploi et 10,3 % de chômeurs) et 48,3 % d'inactifs,. En  2018, le taux de chômage communal (au sens du recensement) des 15-64 ans est inférieur à celui du département, mais supérieur à celui de la France, alors qu'en 2008 il était inférieur à celui de la France.
La commune est hors attraction des villes,. Elle compte 13 emplois en 2018, contre 8 en 2013 et 8 en 2008. Le nombre d'actifs ayant un emploi résidant dans la commune est de 14, soit un indicateur de concentration d'emploi de 92,2 % et un taux d'activité parmi les 15 ans ou plus de 29,6 %.
Sur ces 14 actifs de 15 ans ou plus ayant un emploi, 9 travaillent dans la commune, soit 69 % des habitants. Pour se rendre au travail, 61,5 % des habitants utilisent un véhicule personnel ou de fonction à quatre roues et 38,5 % n'ont pas besoin de transport (travail au domicile).

### Activités hors agriculture
4 établissements sont implantés  à Aunat au 31 décembre 2019.
Le secteur de la construction est prépondérant sur la commune puisqu'il représente 50 % du nombre total d'établissements de la commune (2 sur les 4 entreprises implantées  à Aunat), contre 14 % au niveau départemental.

### Agriculture
|                                   | 1988 | 2000 | 2010 |
| --------------------------------- | ---- | ---- | ---- |
| Exploitations                     | 12   | 4    | 3    |
| Superficie agricole utilisée (ha) | 224  | 177  | 136  |

La commune fait partie de la petite région agricole dénommée « Pays de Sault ». En 2010, l'orientation technico-économique de l'agriculture  sur la commune est l'élevage de bovins pour la viande. Trois exploitations agricoles ayant leur siège dans la commune sont dénombrées lors du recensement agricole de 2010 (douze en 1988). La superficie agricole utilisée est de 136 ha.

## Culture locale et patrimoine

### Lieux et monuments

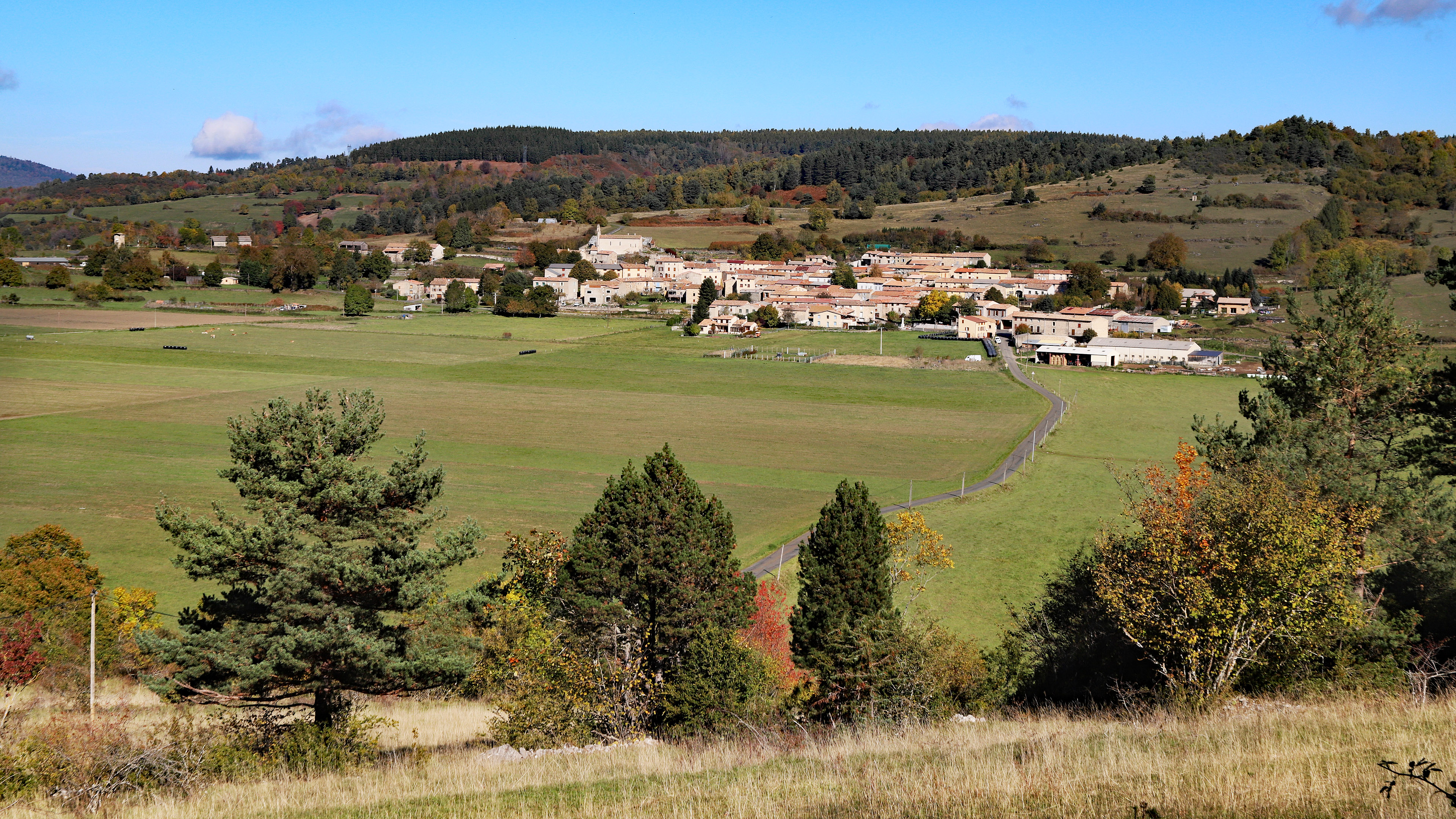
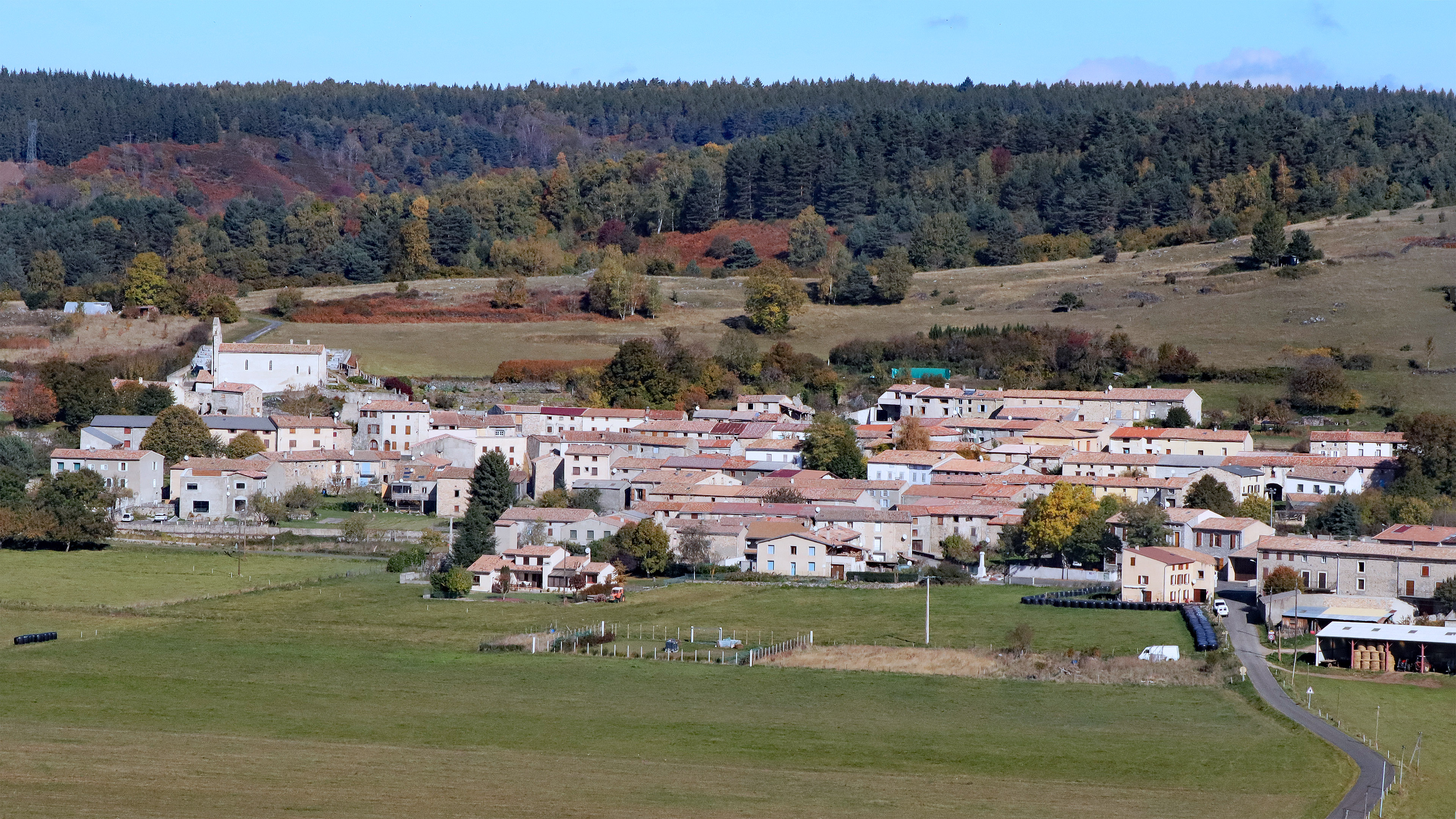
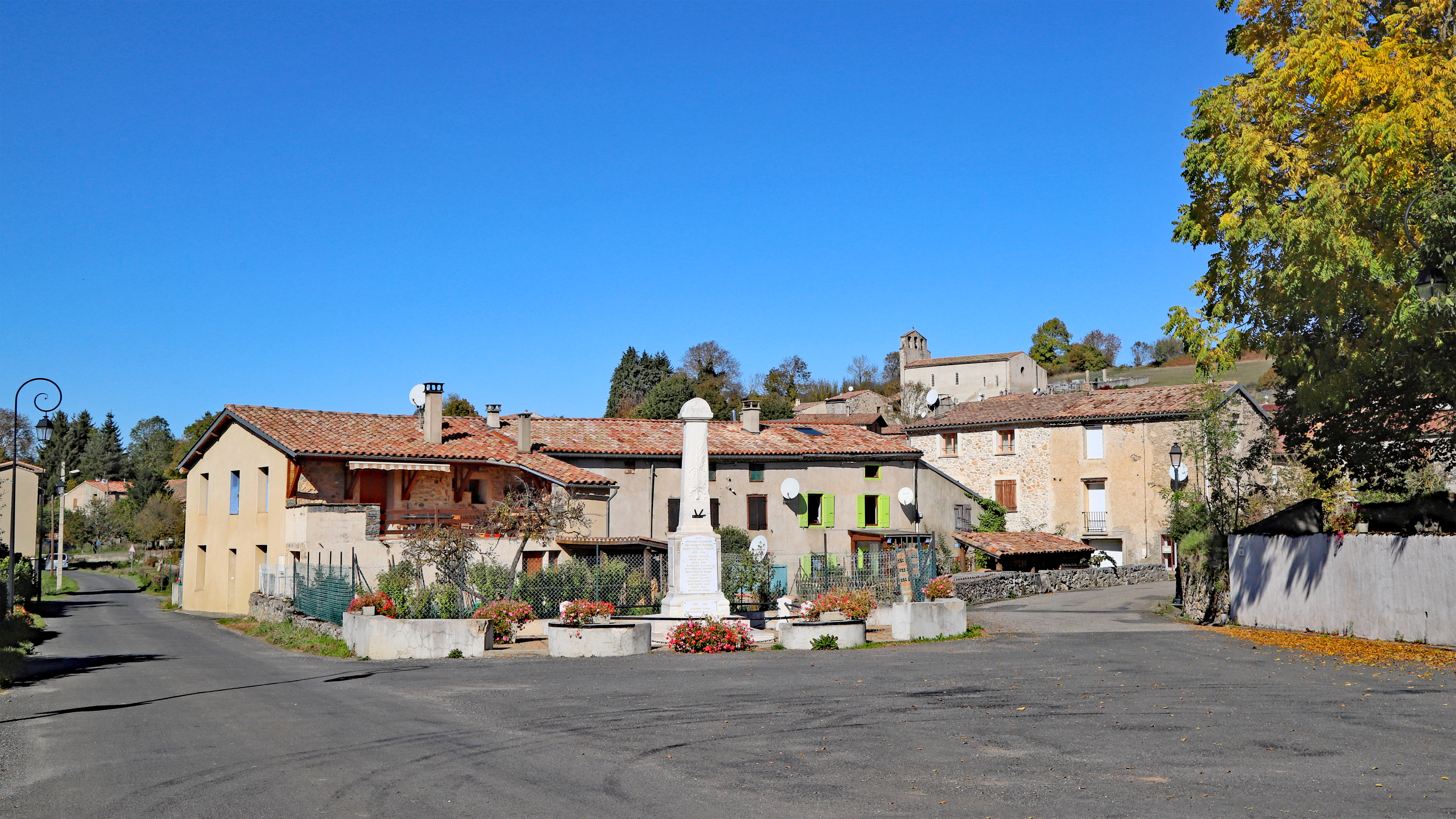
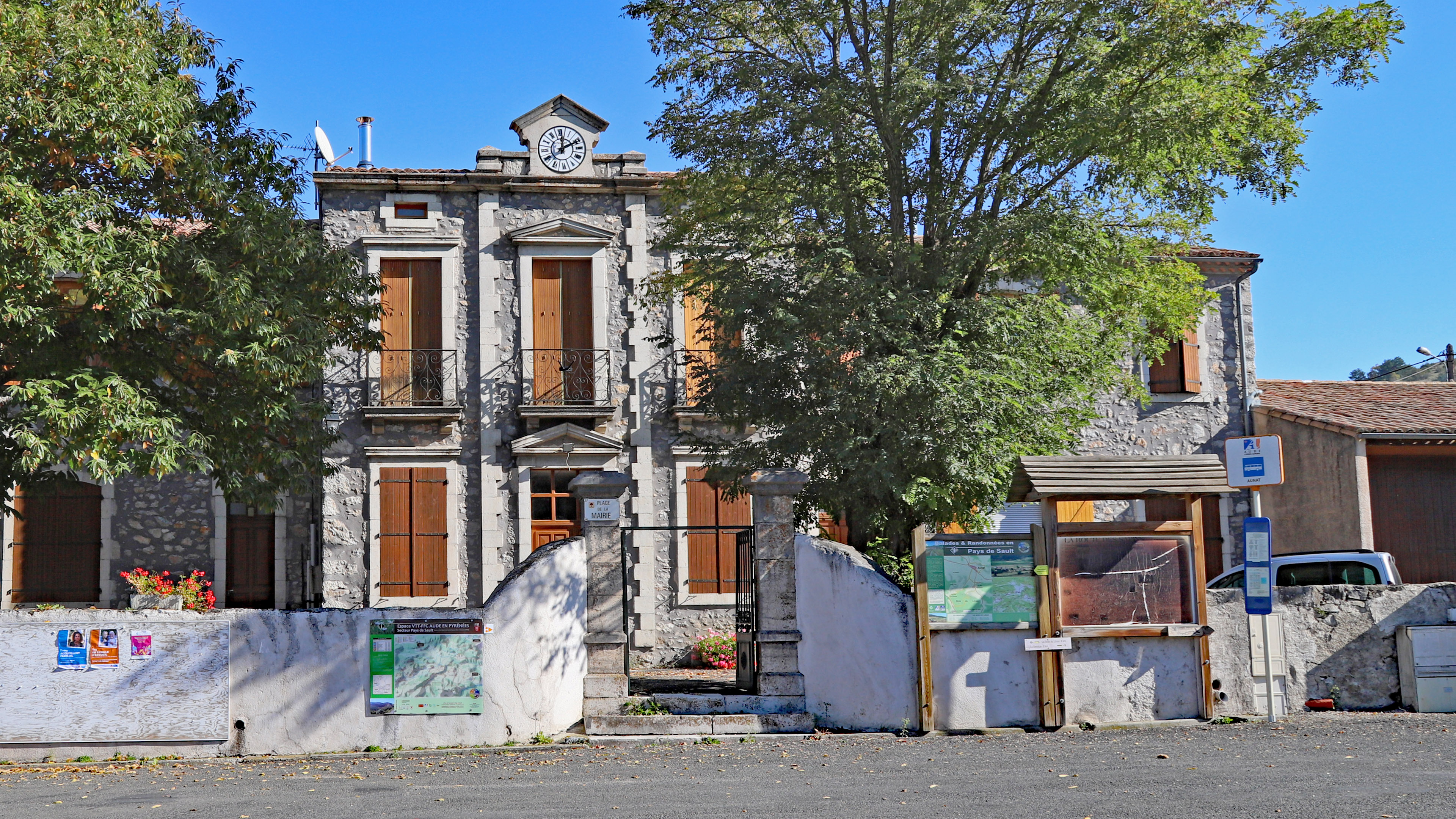
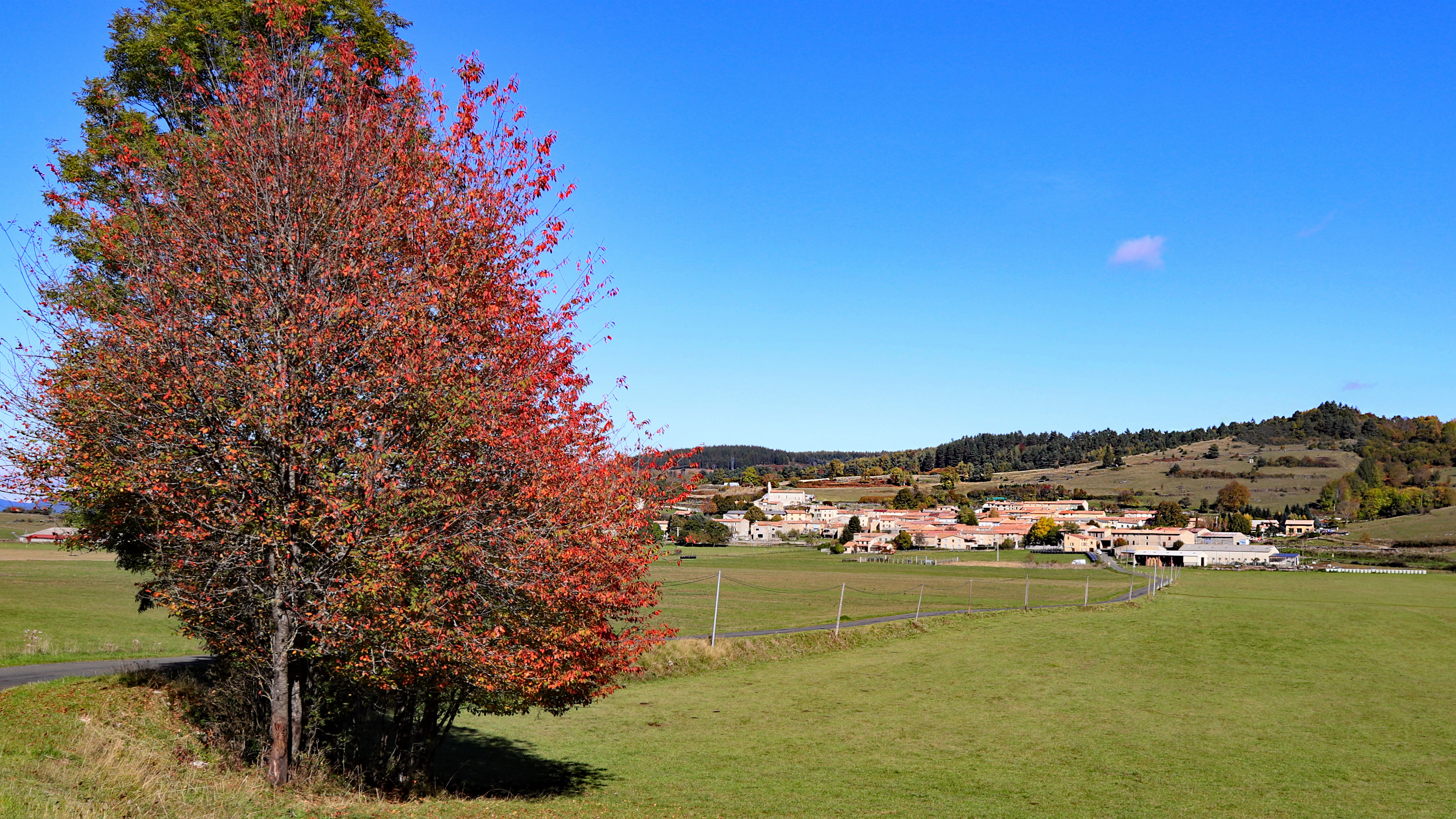
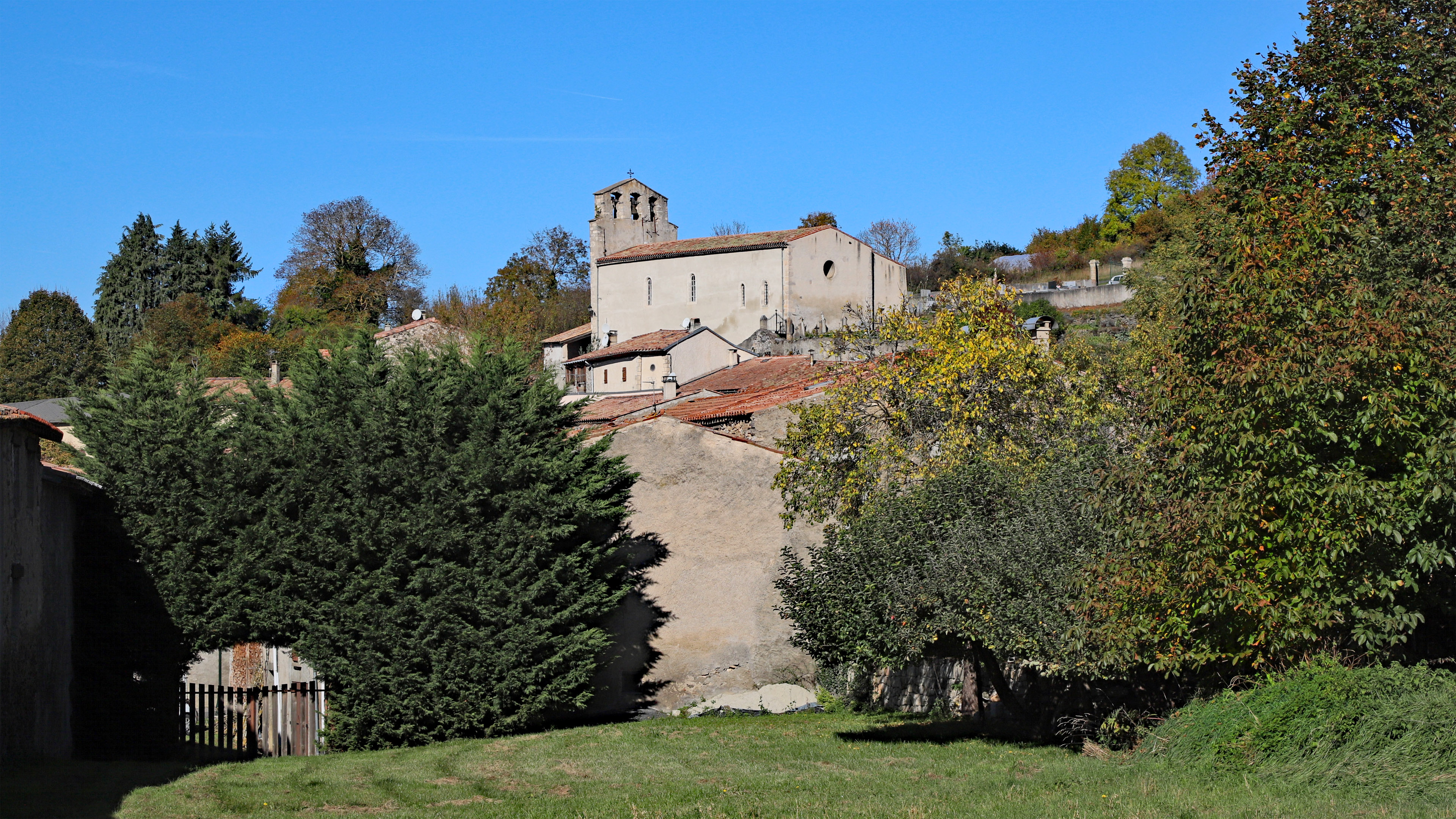
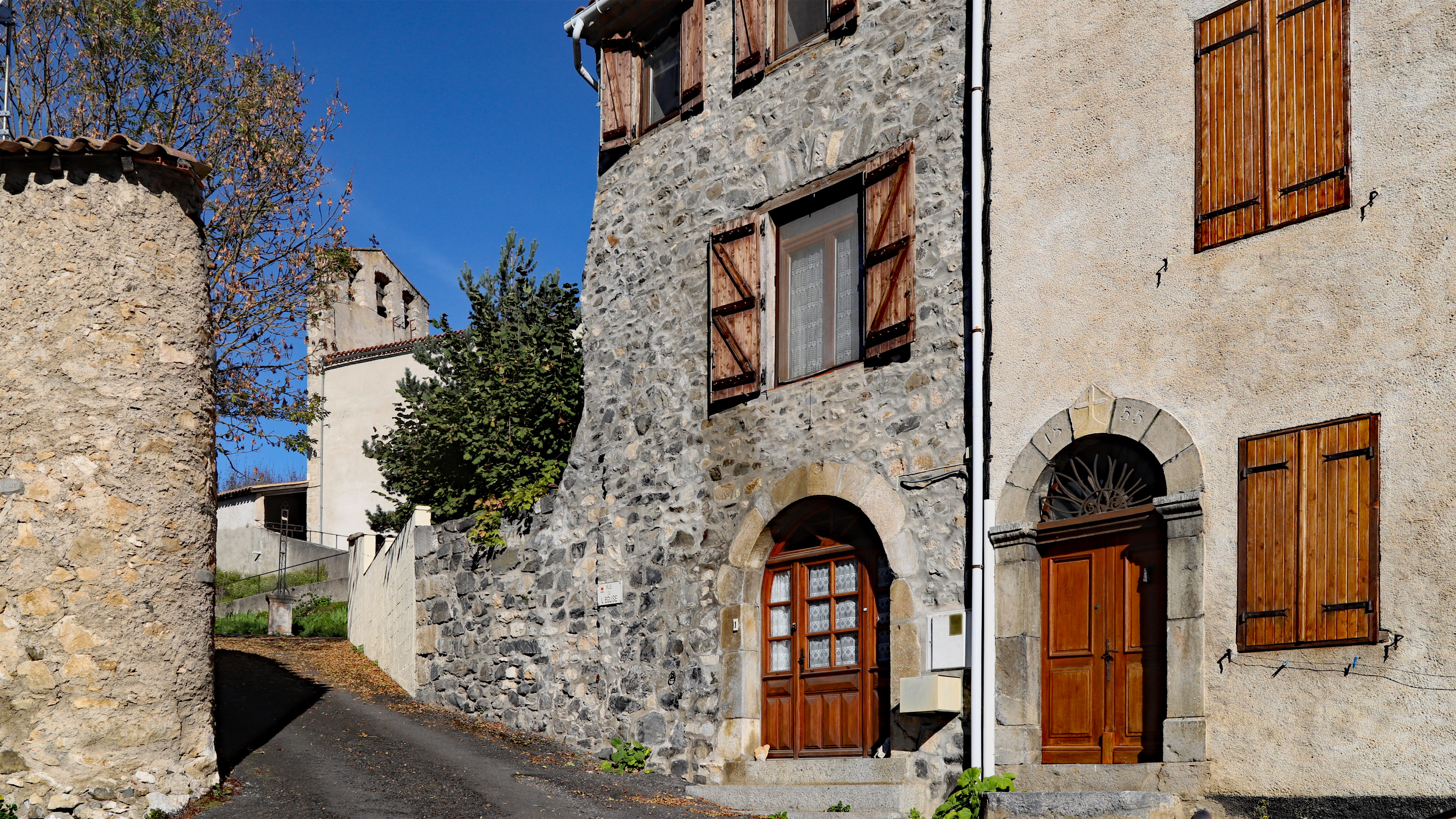
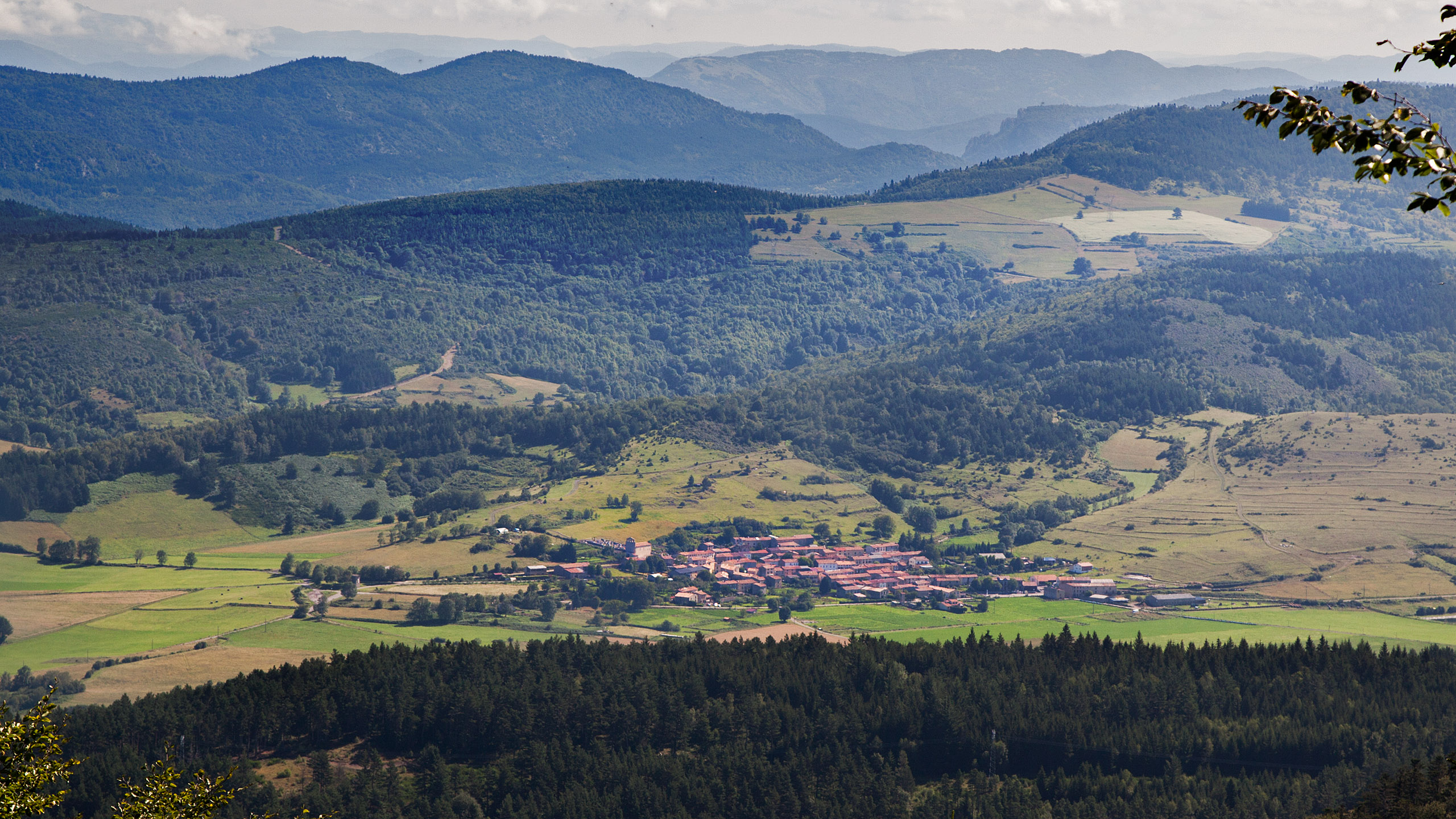

- Le col Notre-Dame (958 m) à l'est du village en limite de la commune sur la RD 20 sera emprunté par la 14e étape du Tour de France 2021 sans cependant présenter un intérêt dans ce sens pour le classement de la montagne.
- Église Saint-Nicolas d'Aunat avec un clocher-mur à trois baies avec cloches.
- En 1890, il y avait une étude de notaire à Aunat.

### Personnalités liées à la commune
La branche paternelle d'Edgar Faure est originaire de cette commune pendant plusieurs générations avant 1850.

### Héraldique
|  | Blasonnement de la commune : D’or à l’aulne arraché de gueules. |